# Giuseppe Caprio
Pour les articles homonymes, voir Caprio.
Giuseppe Caprio, né le 15 novembre 1914 à Lapio, dans la province d'Avellino en Campanie et mort le 15 octobre 2005, est un cardinal italien de la Curie romaine.

## Biographie

### Prêtre
Giuseppe Caprio est né le 15 novembre 1914 dans le village de Lapio au nord de Naples, au sein d'une famille catholique. Il étudie au séminaire local de Bénévent puis à l'Université pontificale grégorienne.
Giuseppe Caprio est ordonné prêtre le 17 décembre 1938 pour le diocèse de Bénévent. 
En 1947 il est affecté à la nonciature apostolique en Chine (en), mais en 1951 avec la répression de l’Église catholique par les autorités communistes chinoises il est détenu pendant trois mois à Nanchang avant de se voir expulsé.

### Évêque
Nommé Inter-nonce apostolique en Chine (en) le 20 mai 1959, il est nommé archevêque in partibus d'Apollonie (de) le 14 octobre 1961 et est consacré le 17 décembre 1961 par le cardinal Grégoire-Pierre XV Agagianian.
Il est ensuite nommé pro-nonce apostolique en Chine (en) le 24 décembre 1966, pro-nonce apostolique en Inde (en) le 22 août 1967, secrétaire de l'Administration du patrimoine du siège apostolique le 19 avril 1969. Le 14 juin 1977, Paul VI en fait le substitut de la secrétairerie d'État pour les affaires générales.

### Cardinal
Jean-Paul II le crée cardinal avec le titre de cardinal-diacre de Santa Maria Auxiliatrice in via Tuscolana lors de son premier consistoire, le 30 juin 1979.
Le lendemain, il est nommé président de l'Administration du patrimoine du siège apostolique, puis président de la Préfecture pour les affaires économiques du Saint-Siège le 30 janvier 1981 et Grand-maître de l'Ordre équestre du Saint Sépulcre de Jérusalem le 14 décembre 1988. Il se retire de cette dernière fonction à 80 ans en 1995.
Il est élevé au rang de cardinal-prêtre de Santa Maria della Vittoria le 26 novembre 1990.
Il meurt à Rome le samedi 15 octobre 2005 à l'âge de 90 ans.

## Succession apostolique
Giuseppe Caprio a ordonné les évêques suivants :
- Évêque Ignatius P. Lobo (de) (1968)
- Évêque Joseph Mahn Erie (de) (1968)
- Archevêque Bruno Schettino (it) (1987)